# Henry Nielsen
Henry Nielsen   (Nørresundby, 2 d'octubre de 1910 - Hillerød, 18 de novembre de 1969) va ser un atleta danès, especialista en curses de mig fons i de fons, que va competir durant la dècada de 1930.
Nielsen es va formar a Finlàndia, país líder en la llarga distància, i va aprendre dels corredors finlandesos. El 1930 va guanyar el primer títol nacional en els 5.000 metres. El 25 de juliol de 1934, a Estocolm, va batre el rècord mundial dels 3.000 metres amb un temps de 8' 18.4", quatre dècimes més ràpid que el rècord que Janusz Kusociński havia fet el 1932. El 1934 guanyà la medalla de bronze en la cursa dels 5.000 metres al Campionat d'Europa d'atletisme.
El 1936 va prendre als Jocs Olímpics d'Estiu de Berlín, on quedà eliminat en sèries en la cursa dels 5.000 metres del programa d'atletisme.

## Millors marques
- milla. 4' 16.8" (1938)
- 5.000 metres. 14' 52.6" (1934)
- 10.000 metres. 31'13.4" (1933)[4][5]